# 猛獣使いと王子様
『猛獣使いと王子様』（もうじゅうつかいとおうじさま）は、アイディアファクトリー（オトメイト）より2010年6月24日に発売されたPlayStation 2用ソフト。その後ファンディスクの『猛獣使いと王子様 〜Snow Bride〜』が2011年2月24日に発売され、PlayStation Portable版『猛獣使いと王子様 Portable』が2011年6月30日に発売。その後PlayStation Portable版の『猛獣使いと王子様 〜Snow Bride〜 Portable』が2012年2月23日発売。そしてPlayStation Vita版の『猛獣使いと王子様　〜Flower & Snow〜』が2015年6月11日に発売された。2014年7月9日にはパピレスの電子書籍サイトで絵ノベルという形態を配信している。

## 登場人物
声はゲームとドラマCD / 演は舞台のキャスト。
ティアナ
声 - なし / 演 - 白河優菜

マティアス
声 - 緑川光 / 演 - 丹野延一

アルフレート
声 - 鳥海浩輔 / 演 - 沖津海友

ルシア
声 - 下野紘 / 演 - 山下竜輝

エリク
声 - 梶裕貴 / 演 - 大見拓土

クラウス
声 - 安元洋貴 / 演 - 吉岡圭介

シルビオ
声 - 寺島拓篤 / 演 - 吉田龍介

クルト
声 - 笹田貴之 / 演 - なし

ハンネス
声 - 西田雅一 / 演 - なし

ベルント
声 - 上田燿司 / 演 - なし

ディルク
声 - 洞内愛 / 演 - なし

ゲルダ
声 - 嶋村侑 / 演 - なし

ロッテ
声 - 佐々木愛 / 演 - なし

## 主題歌
オープニングテーマ「Tales of Flame」
作詞・作曲 - 瀬名 / 編曲 - NOIZ'n GIRL / 歌 - 結城アイラ
エンディングテーマ「eternal flower」
作詞 - こだまさおり / 作曲 - TODA KOHEI / 編曲 - 大野宏明 / 歌 - 結城アイラ
猛獣使いと王子様 〜Snow Bride〜
オープニングテーマ「Epilogue of Symphony」
作詞 - 瀬名 / 作曲 - TODA KOHEI / 編曲 - 大野宏明 / 歌 - 結城アイラ
エンディングテーマ「Snow Veil Polka」
作詞 - 瀬名 / 作曲・編曲 - 大野宏明 / 歌 - 結城アイラ
猛獣使いと王子様 〜Flower & Snow〜
猛獣使いと王子様
オープニングテーマ「煌めきの扉」
作詞 - rino / 作曲・編曲 - 尾澤拓実 / 歌 - 織田かおり
エンディングテーマ「誓いの花束」
作詞 - rino / 作曲 - 霜月はるか / 編曲 - 戸田章世 / 歌 - 織田かおり
猛獣使いと王子様 〜Snow Bride〜
オープニングテーマ「光のプレリュード」
作詞 - rino / 作曲・編曲 - 尾澤拓実 / 歌 - 織田かおり
エンディングテーマ「Blessing 〜君に染まる声〜」
作詞 - rino / 作曲 - 霜月はるか / 編曲 - 戸田章世 / 歌 - 織田かおり

## 関連書籍
- 猛獣使いと王子様 オフィシャルビジュアルファンブック
- 小説 猛獣使いと王子様-金色の笛と緑の炎-
- 小説 猛獣使いと王子様2 -魔女と伝説の薔薇-

## CD
- 猛獣使いと王子様 キャラクターソングアルバム
- PS2専用ソフト 猛獣使いと王子様&猛獣使いと王子様 〜Snow Bride〜主題歌集
- 猛獣使いと王子様~最強の花婿大作戦~ドラマCD
- 猛獣使いと王子様 〜Snow Bride〜ドラマCD
- 猛獣使いと王子様  〜パン屋☆パニック!〜ドラマCD
- 猛獣使いと王子様 〜猛獣劇場リターンズ〜ドラマCD

## アバター衣装
提携サイト『アニメTVモバイル』のマイキャラガチャに登場キャラクター「マティアス」「アルフレート」「ルシア」のアバターアイテムが登場 。

## 舞台
オトメライブ『猛獣使いと王子様』として、2016年12月14日から18日まで新宿村LIVEで映劇ライヴエンタテイメントにより公演。脚本は喜多村太綱、演出は加藤真紀子、音楽は印南俊太朗が担当。2017年7月19日に同社にてDVD化した。主要キャストは#登場人物を参照（アンサンブルは割愛）。